# Claspettomyia chrysanthemi
Claspettomyia chrysanthemi är en tvåvingeart som beskrevs av Panelius 1965. Claspettomyia chrysanthemi ingår i släktet Claspettomyia och familjen gallmyggor.
Artens utbredningsområde är Sverige. Inga underarter finns listade i Catalogue of Life.